# Cajabamba (Ecuador)
Villa La Unión o Cajabamba es una ciudad de  cantón de Colta de la Provincia de Chimborazo en el Ecuador.
Liribamba era el nombre del pueblo indígena que fue incendiado por Rumiñahui para que los invasores españoles no hallaran nada. Don Diego de Almagro fundó la primera ciudad española en el Ecuador el 15 de agosto de 1534 con el nombre de Ciudad de Santiago de Quito.
Cambiaron el nombre a Ciudad Muy Noble y Leal de San Pedro de Riobamba, hasta que fue completamente destruida por un terremoto en 1797 y fue trasladado a la llanura de Tapi a una distancia de 20 km.
Cajabamba integra junto con la parroquia de San Lorenzo de Cicalpa, formando juntas la denominada " Villa de la Unión", que surgió a la vida autónoma el 2 de agosto de 1884.